# Ekonomsko-turistička škola Karlovac
Ekonomsko-turistička škola Karlovac je četverogodišnja strukovna srednja škola. Škola izvodi tri programa: ekonomist, poslovni tajnik i hotelijersko-turistički tehničar. Nastava se izvodi u dvije smjene, u petodnevnom radnom tjednu. U školi se nalazi jedanaest klasičnih učionica, te četiri specijalizirane učionice za informatiku i daktilografiju s poslovnim dopisivanjem.

## Povijest
Škola počinje s radom 8. srpnja 1919. godine kao Državna dvorazredna trgovačka škola po naredbi Povjereništva za prosvjetu Hrvatske i Slavonije u zgradi gdje se danas nalazi Osnovna škola "Braća Seljan". Sredinom 1930-ih godina škola seli u prizemnu zgradu uz Gimnaziju Karlovac. Treća lokacija škole bila je zgrada današnje Osnovne škole Dragojle Jarnević. 1949. godine škola seli u zgradu Gimnazije Karlovac. Nakon Drugog svjetskog rata škola radi u zgradi u kojoj se danas nalazi Tehnička škola Karlovac, u razdobljima do 1949., pa opet od 1959. do 1961. godine. Škola u svojoj trenutnoj zgradi na adresi Kurelčeva 2 radi od 1961. godine. 17. svibnja 2019. godine škola je obilježila stotu obljetnicu osnivanja u karlovačkom kazalištu Zorin dom.

## Vanjske poveznice
- Službena stranica  Arhivirana inačica izvorne stranice od 13. kolovoza 2010. (Wayback Machine)